# Escândalo da eletrificação da Estrada de Ferro Central do Brasil

Interior de vagão de passageiros da Central do Brasil adaptado para o transporte dos subúrbios no Rio de Janeiro, 1936.

O Escândalo da Eletrificação da Estrada de Ferro Central do Brasil foi um escândalo de corrupção corrido no Brasil entre 1922 e 1926. Em setembro de 1922 o governo Epitácio Pessoa aprovou um contrato de US$ 25 milhões com a empresa General Electric para implantar um sistema de eletrificação das ferrovias de subúrbio do Rio de Janeiro da Estrada de Ferro Central do Brasil. No entanto, o contrato foi paralisado (e, posteriormente cancelado apenas em 1926) e os US$ 25 milhões para custeá-lo desapareceram.

## História

### Antecedentes
Os primeiros estudos para a eletrificação da Estrada de Ferro Central do Brasil datam de 1904. Forçada pelos constantes aumentos do preço do carvão (combustível para as locomotivas à vapor) e pelo crescimento no número de passageiros transportados nos subúrbios do Rio de Janeiro e São Paulo, a Central viu a eletrificação da ferrovia como alternativa para baixar custos de operação e aumentar a sua eficiência. Após uma tentativa fracassada em 1909 (onde o governo federal licitou e cancelou um projeto), os pedidos da direção da Central para eletrificar as linhas de subúrbios se intensificaram na década de 1910 culminando na elaboração do primeiro projeto completo de eletrificação apresentado em 1918. Com o final da Primeira Guerra Mundial, o custo de reconstrução da Europa atrapalhou o levantamento dos recursos e equipamentos para eletrificação.
Em 1920, a Companhia Paulista de Estradas de Ferro inicia um amplo projeto de eletrificação de 45 quilômetros de suas ferrovias. O primeiro trem circulou em caráter de testes em 24 de outubro de 1921, enquanto que a eletrificação foi formalmente inaugurada em 23 de junho de 1922. O sucesso da eletrificação da Paulista pressionou ainda mais a Central do Brasil para iniciar seu plano de eletrificação.

### Projeto de eletrificação
Em 30 de novembro de 1920 o governo federal conseguiu aprovar o Decreto Federal nº 4 199 que autorizou o lançamento de projeto de substituição da tração à vapor para tração elétrica nos subúrbios da Central do Brasil no Rio de Janeiro.
No entanto, o projeto ficou parado e apenas em 1922 o governo federal lançou a concorrência, levantando um empréstimo no exterior no valor de US$ 25 milhões para custear o projeto. Em 30 de março de 1922 foram apresentadas 4 propostas pelos seguintes concorrentes :
- English Electric (Inglaterra),
- Metropolitan-Vickers (Inglaterra),
- General Electric (E.U.A.) e
- Monlevade & Cia (Brasil)

Após a análise das propostas, a proposta da General Electric foi declarada vencedora em setembro e um contrato foi assinado entre a empresa e o governo federal. Pelo contrato seriam fornecidas subestações, postes, cabos, trens, equipamentos elétricos e demais insumos necessários para a eletrificação de 62 km das linhas de subúrbio da Central do Brasil entre Rio de Janeiro e Barra do Piraí.
O projeto de eletrificação da Central é discretamente paralisado em 3 de julho de 1922.

### Desaparecimento dos recursos
Os US$ 25 milhões destinados a financiar o projeto são desviados para outros fins, embora nunca tenha sido possível descobrir para onde foram remanejados. Em julho de 1922 ocorre a Revolta dos 18 do Forte de Copacabana, primeira de várias revoltas contra o governo federal. Após assumir a presidência no final daquele ano, Artur Bernardes decreta estado de sítio para combater os vários movimentos contra o governo.
O governo de Bernardes alegou ter usado a quantia para adquirir armas, munições, combustível e insumos para as forças armadas combaterem as revoltas tenentistas durante o estado de sítio ocorrido em seu governo, embora nunca tenham sido apresentados documentos e relatórios que comprovassem o uso dessa quantia para essa finalidade. O contrato, paralisado pelo Tribunal de Contas (apesar do interesse da General Electric em retomá-lo), somente foi anulado em 1926, no Governo Washington Luís. Naquele mesmo ano a Comissão de Finanças do Senado aprovou, em sessão secreta, as contas da gestão Bernardes.

## Consequências
Sem a eletrificação, os trens de subúrbios da Central se tornaram cada vez mais precários. O escândalo do desaparecimento dos US$ 25 milhões desse projeto foi utilizado pelos revoltosos de 1930 como mais um argumento para a derrubada do governo. Após a Revolução de 1930, o projeto de eletrificação foi retomado e se tornou prioritário para Getúlio Vargas, que assinou o Decreto nº 20 537 em 20 de outubro de 1931. Os primeiros trens elétricos da Central do Brasil, fornecidos pela Metropolitan-Vickers, foram inaugurados em 10 de julho de 1937.